# 勒库勒多布拉克
勒库勒多布拉克（法語：Recoules-d'Aubrac，法語發音：[ʁəkul dobʁak]）是法国洛泽尔省的一个市镇，属于芒德区。

## 地理
勒库勒多布拉克（44°41'31"N, 3°1'26"E）面积26.55 平方千米，位于法国奧克西塔尼大區洛泽尔省，该省份为法国南部内陆省份，北起上盧瓦爾省和康塔爾省，西接阿韦龙省，南至加尔省，东临阿尔代什省。
与勒库勒多布拉克接壤的市镇（或旧市镇、城区）包括：圣于尔西兹、格朗瓦勒、布里永、纳斯比纳勒。

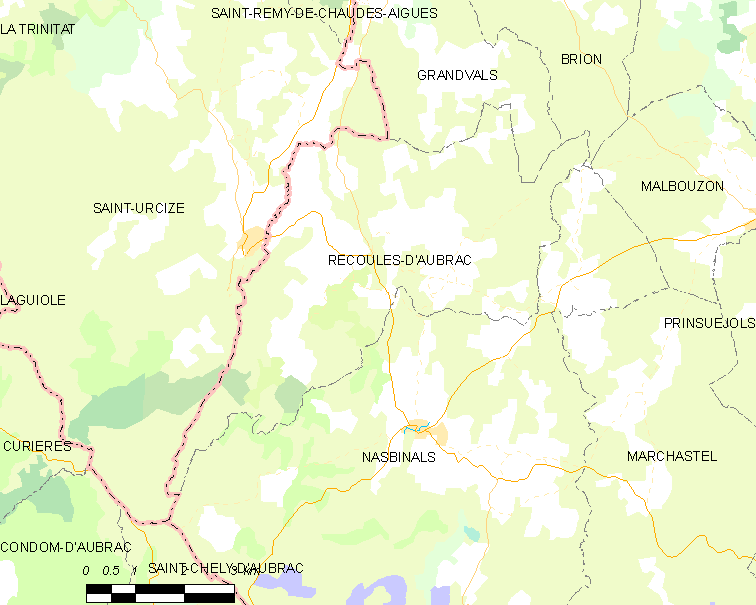
勒库勒多布拉克的OSM定位图

勒库勒多布拉克的时区为UTC+01:00、UTC+02:00（夏令时）。

## 行政
勒库勒多布拉克的邮政编码为48260，INSEE市镇编码为48123。

## 政治
勒库勒多布拉克所属的省级选区为欧布拉克地区佩尔县。

## 人口

1962-2008年间勒库勒多布拉克人口变化图示

勒库勒多布拉克于2022年1月1日时的人口数量为164人。